# Thabazimbi
Thabazimbi este un oraș din Africa de Sud.